# Іонічна школа (література)
Іонічна школа (грец. Επτανησιακή σχολή) в грецькій літературі — напрямок, який об’єднував письменників Іонічних островів (Керкіра, Кефалінія, Закінф, Лефкас) у тридцяті — дев’яності роки XIX століття. У своїх творах вони використовували більше народну мову, ніж книжну,а також народно-поетичні засоби віршування; зверталися переважно до патріотичної тематики. Їх, крім того, об’єднував підвищений пієтет до постаті Діонісіоса Соломоса та його творчості.
Виникнення й формування Іонічної школи пов’язано з історичними особливостями островів. Вони фактично ніколи не були під владою османів, а належали спочатку Венеції, а після наполеонівських війн перебували під британським протекторатом (возз’єднані з Грецією 1864 року). Внаслідок цього населенню островів не було потреби надто міцно триматися за архаїчні традиції як за знаряддя пасивного спротиву культурному тискові (на відміну від тих греків, що жили під османським ярмом). Острови були відкриті прогресивним впливам із Західної Європи. Народна мова розвивалася у відносно вільних обставинах, ще у XVI столітті на Керкірі було створено першу граматику новогрецької мови. Тут функціонувало і книговидавництво. Таким чином, на Іонічних островах існували умови для розвитку демократичної, народної літератури.
Іонічна школа протистояла консервативному напрямку тогочасної грецької літератури — Афінській школі, яка складалася переважно з фанаріотів, що прибули до Греції вже після завоювання нею незалежності й принесли з собою прихильність до архаїки.
Сам Соломос може бути віднесений до Іонічної школи дещо умовно: сама школа оформилася вже після розквіту його творчості, що справила такий великий вплив на його послідовників. Так само не зовсім точно відносити до цієї школи Андреаса Калвоса, хоча його поезія відповідає засадам іонійців: він був надто ізольований від загального літературного процесу. Таким чином, до Іонічної школи в стислому значенні може бути віднесено лише вузьке коло послідовників і шанувальників Соломоса: поет і прозаїк Георгіос Терцетис (1800–1874), поети Юліос Типалдос (1814–1883) та Герасимос Маркорас, друг Соломоса Іаковос Полілас (1826–1896; дослідник і видавець його спадщини) та перекладач і критик Георгіос Калосгурос (1849–1902; переклав італомовні твори Соломоса); певною мірою також сатирик Андреас Ласкаратос (1811–1901). Проте іноді літературознавці вважають належність до такого собі соломосівського гуртка необов’язковим критерієм до віднесення того чи іншого літератора до Іонічної школи, аби лише вони були прихильниками її принципів та біографічно пов’язані з островами. Тому включають до цієї школи так більш ранніх письменників, як і пізніших. Серед перших, наприклад, опиняються полум’яний політичний поет Антоніос Мартелаос (1755–1819; в революційному запалі віддавав перевагу наполеонівській окупації своєї вітчизни перед занепадом її під владою аристократів), Фомас Данелакіс (1775–1828) і навіть живописець і автор сатиричних віршів Ніколаос Кутузіс (1741–1813), хоч він і був за своїми поглядами консерватором. До останніх відносять Арістотеліса Валаорітіса (1824–1879), творчість якого сприяла сближенню Афінської та Іонічної школи, Лорендзоса Мавіліса (1860–1912) і навіть Ангелоса Сикеліяноса (1884–1951).
Серед інших ранніх представників школи (в її розширеній трактовці) — поет і драматург Антоніос Матесіс (1794–1875, автор першої грецької соціальної драми).